# Smokovljani
Smokovljani falu Horvátországban, Dubrovnik-Neretva megyében. Közigazgatásilag Dubrovačko primorje községhez tartozik.

## Fekvése
A Dubrovnik városától légvonalban 35, közúton 52 km-re, községközpontjától légvonalban 13, közúton 18 km-re északnyugatra a tengermelléken, a Metkovićot Dubrovnikkal összekötő 6228-as út mentén, a hercegoviai határ és a Malostoni-csatorna keleti vége között fekszik. Több kis településrészből áll, ezek Dolina, Polje, Smokovljani, Smokovljanske Rudine, Tunjica és Zabrežje, illetve a korábban lakott Bendeviš, Lepeš, Maškarić, Mjenovići, Nikić, Oblizalo, Pribisalić, Slade és Tvrdiša településrészek.

## Története
Az itt található régészeti leletek alapján Smokovljani területe már ősidők óta lakott. Az itt élt első ismert nép az illírek voltak, akik az i. e. 2. évezredtől fogva éltek itt magaslatokon épített erődített településeken és kövekből rakott halomsírokba temetkeztek. Ókori erődített települések maradványai találhatók a Pošćenje, Sutvid és Sutvid brig nevű magaslatokon. 
Halomsírjaikból több is található területén, a Košare, Mjenovići, Razošlje, Velja Dubrava, Brštanova Dolina nevű helyeken és több más helyen. Az illírek i. e. 35-ig uralták a térséget, amikor Octavianus hadai végső győzelmet arattak felettük. A Nyugatrómai Birodalom bukása után 493-tól a keleti gótok uralták a területet. 535-ben Dalmáciával együtt a Bizánci Császárság uralma alá került. A horvátok ősei a 7. században érkeztek Dalmáciába és csakhamar megalapították első településeiket. Ezek elsőként a termékeny mező melletti, ivóvízzel rendelkező helyeken alakultak ki. A Dubrovniki tengermellék hét plébániájával Zahumljéhez tartozott, a zsupán pedig a szomszédos Ošljéban székelt egészen az 1241-ben bekövetkezett tatárjárásig.
Ezután a zsupán Slanóba települt át és ez a település lett az egész Dubrovniki tengermellék központja. 1399-ben a Dubrovniki tengermellékkel együtt Smokovljani is a Raguzai Köztársaság része lett, amely 1500 aranydukátért megvásárolta Ostoja bosnyák királytól. A 15. században építették fel a Sorgo család udvarháza mellett a település templomát, mely csak a helyi plébánia 1692-es alapításával vált plébániatemplommá. A Raguzai Köztársaság bukása után 1806-ban Dalmáciával együtt ez a térség is a köztársaságot legyőző franciák uralma alá került, de Napóleon bukása után 1815-ben a berlini kongresszus Dalmáciával együtt a Habsburgoknak ítélte. A gazdasági élet stagnált, mert nem kedvezett a számára a hegyes, kevés megművelhető területtel és ivóvízforrásokkal nem rendelkező terület.
A környező településekhez hasonlóan a lakosság többsége szegénységben élt, megélhetései forrása a mezőgazdaság és az állattartás volt, de sokan dolgoztak a raguzai nemesek birtokain is. A településnek 1857-ben 339, 1910-ben 347 lakosa volt. 1918-ban az új szerb-horvát-szlovén állam, majd később Jugoszlávia része lett. 1951-ben újraalapították az 1850-ben megszüntetett helyi plébániát. A délszláv háború során 1991. október 1-jén kezdődött a jugoszláv hadsereg (JNA) támadása a Dubrovniki tengermellék ellen, mely során a települést a szerb erők kifosztották és felégették. 1992. májusáig a település lényegében lakatlan volt. A háború után rögtön elkezdődött az újjáépítés. 1996-ban újabb csapásként földrengés okozott súlyos károkat. 1997-ben megalakult Dubrovačko primorje község, melynek Smokovljani is része lett. A településnek 2011-ben 66 lakosa volt, akik főként mezőgazdaságból, állattartásból, szőlőtermelésből, kőfaragásból éltek.

## Népesség
| Lakosság változása | Lakosság változása | Lakosság változása | Lakosság változása | Lakosság változása | Lakosság változása | Lakosság változása | Lakosság változása | Lakosság változása | Lakosság változása | Lakosság változása | Lakosság változása | Lakosság változása | Lakosság változása | Lakosság változása | Lakosság változása |
| ------------------ | ------------------ | ------------------ | ------------------ | ------------------ | ------------------ | ------------------ | ------------------ | ------------------ | ------------------ | ------------------ | ------------------ | ------------------ | ------------------ | ------------------ | ------------------ |
| 1857               | 1869               | 1880               | 1890               | 1900               | 1910               | 1921               | 1931               | 1948               | 1953               | 1961               | 1971               | 1981               | 1991               | 2001               | 2011               |
| 339                | 314                | 307                | 348                | 365                | 347                | 286                | 308                | 263                | 268                | 241                | 198                | 141                | 125                | 101                | 66                 |

## Nevezetességei
- Szent Vid tiszteletére szentelt plébániatemploma a 15. században épült, első írásos említése 1671-ből származik. A kezdeti kis méretű templomot története során többször bővítették és átépítették, legutóbbi felújítása 1999-ben történt. Felszentelése 1999-ben Szent Vid vértanú ünnepén volt, amikor az új liturgikus teret is megáldották. Egyhajós, kőből épített épület, bejárata felett lunettával, két oldalán félköríves ablakokkal. A homlokzat felett pengefallal épített, három harang számára kialakított harangdúc található. Mellette fekszik a falu ősi temetője régi sírkövekkel.
- Plébániaház a falába beépített régi sírkövekkel.
- Vlaško greblje ősi temetője régi sírkövekkel.[4]
- Pošćenje, Sutvid és Sutvid brig: ősi erődített települések maradványai.
- Ókori halomsírok többek között a Košare, Mjenovići, Razošlje, Velja Dubrava, Brštanova Dolina nevű helyeken.

## Gazdaság
A helyi gazdaság a mezőgazdaságon alapul, mellette az állattartás és a szőlőtermesztés jelentős.

## Oktatás
Az iskola építése 1909-ben kezdődött és 1911-ig tartott, amikor hatosztályos iskolaként megnyitotta kapuit. A II. világháború idején 1943-tól a tanítás szünetelt, az épületben német katonák voltak elszállásolva. Az 1960/61-es tanévtől a nyolcosztályos ošljei iskola területi iskolájaként működött. 1965-ben kapott áramot az épület. 1975/76-tól négyosztályos területi iskola. 1991-ben a délszláv háború során a szerb csapatok felgyújtották, berendezése megsemmisült. A lakosság csak 1992 májusában térhetett vissza a faluba. Ezután kezdődhetett meg az újjáépítése. Az 1996-os földrengésben megrongálódott. Smokovljani alapiskolájába ma Imotica, Štedrica, Stupa, Smokovljani, Ošlje, Topolo és Visočani gyermekei járnak.